# Animalia (série télévisée d'animation)
Pour les articles homonymes, voir Animalia (homonymie).
Animalia est une série télévisée d'animation australienne en quarante épisodes de 23 minutes réalisée par David Scott d'après les livres de Graeme Base, et diffusée entre le 11 novembre 2007 et le 7 novembre 2008 sur Network Ten.
En France, elle a été diffusée sur France 5 dans les émissions Debout les Zouzous et Midi les Zouzous en 2008.

## Synopsis
Dans un monde parallèle, des animaux parlent et vivent en harmonie grâce au Cœur, une énorme boule d'énergie. Mais le Cœur commence à se fissurer et les pépites qui le composent sont projetées aux quatre coins d'Animalia, remettant en cause la paix entre les animaux. Puis arrivent Alex et Zoé, deux enfants, projetés dans ce monde merveilleux à travers un portail magique, qui vont avoir une mission capitale : retrouver toutes les pépites et sauver Animalia.

## Distribution des voix

### Voix originales anglaises
- Brooke Mikey Anderson : Alex
- Katie Leigh : Zoé
- R. Martin Klein : Iggy
- Kate Higgins : Allegra
- Dean O'Gorman : Tyrannicus
- Chris Hobbs : Livingstone T. Lion
- Peta Johnson : Reenie
- Joey Lotsko : La vigne

### Voix françaises
- Patrick Guillemin : Tigrannicus / Moumoute
- Saïd Amadis : Drago
- Camille Donda : Allegra
- Stéphane Ronchewski : G'Bubu / Blaise la Crapule / Aimé Delagomme / Zig
- Jean-Claude Donda : Iggy
- Émilie Rault : Zoé
- Ivana Coppola : Rhina
- Thomas Sagols : Alex
- Bruno Magne : Léonard / Le bibliothécaire
- Isabelle Volpe : Rosetta

## Personnages
Alex : Garçon blond portant un pull jaune rayé et un jean bleu. Il arrive à Animalia par hasard avec Zoé. Passionné de dessin et de lecture, il prend part avec enthousiasme à la quête des pépites. Il se dispute parfois avec Zoé, mais le duo reste soudé et inséparable dans les moments difficiles. Il est le plus calme des deux enfants et a une capacité à voir les portails, pourtant cachés aux yeux des autres.
Zoé : Jeune fille brune portant un t-shirt rouge et un pantalon vert. Elle rencontre Alex par accident et le suit tout aussi accidentellement à Animalia. Peu encline à rester au début, elle finit par prendre part à la quête des pépites avec ses nouveaux amis et à trouver sa place dans la communauté d’Animalia. Très bavarde et parfois moqueuse, elle a toutefois de formidables talents de conteuse et d’écrivaine. Elle se dispute souvent avec Tigrannicus.
Léonard : Un lion. Souverain d’Animalia, il est aussi le gardien du Cœur. Sage, gentil, serviable et savant, il conseille régulièrement les enfants dans leurs recherches. Il est toutefois très inquiet quant au devenir du Cœur et d’Animalia.
G’Bubu : Un gorille vert. Il est le plus fidèle ami d’Alex et Zoé. Courageux et fort, il est aussi un peu maladroit et aime s’amuser. Friand de bananes, il est également un musicien passionné. C’est dans sa cabane dans l’arbre que logent Alex et Zoé.
Iggy D’Iguana: Un iguane. Meilleur ami de G’Bubu et ami proche d’Alex et Zoé. Assez naïf et peureux, il se montre parfois courageux et est toujours prêt à aider ses amis en cas de problème. Il a des sentiments pour Zoé. Il est un fervent admirateur du livre Don Quichotte. Inspiré de ce livre, il se créera un alter ego: Don Iguana, le veilleur des nuits obscures (dans l'épisode "Don Iguana"). Il a également du sang de caméléon, ce qui lui permet de se rendre invisible.
Rhina: Une femelle rhinocéros. Bibliothécaire, elle aide souvent Léonard à maintenir le Cœur stable. D'une grande gentillesse, elle aide régulièrement les enfants lors de recherches au sein de la bibliothèque. Elle est en couple avec Raymond depuis l’épisode « Pépite de Star ».
Tigrannicus : Un tigre du bengale. Ambitieux et opportuniste, il cherche à prendre le trône de Léonard et le contrôle d’Animalia. Dans la plupart des épisodes, il tente de monter une affaire, d'en demander des prix très élevés à ses clients et d'en tirer un maximum de bénéfices possibles (services de sécurité, assurances, immoblier...). Mais sa maladresse et son arrogance l’empêchent de mener ses projets à terme. Il s’allie avec la Crapule dans un premier temps, mais se retournera contre lui lorsque leurs méthodes différeront. Dans le dernier épisode, il s'alliera avec Alex et Zoé et se liera finalement d'amitié avec eux.
Allegra : Une jeune alligator d'Amérique. Elle vit dans un marécage à côté de l’arbre de G’Bubu. D’un caractère de diva, elle est également assez bête et est convaincue d’avoir un grand avenir en tant que chanteuse (ce qui est peu probable, étant donné ses piètres performances). Elle est souvent accompagnée de Croco et Croquine, deux autres adolescentes alligators, apparemment plus jeunes et très admiratives. Son arrogance fait parfois d’elle une antagoniste, mais elle garde un bon fond.
Rosetta : Une renarde rousse assez coquette. Assistante de Tigrannicus, elle critique régulièrement ses méthodes et se montre volontiers sarcastique avec son patron. 
Zig et Zag : Un couple de zèbres. Ils conduisent un dirigeable, moyen de transport rapide et efficace.
Elfo et Elfie : Un couple de éléphants de forêt d'Afrique. Ils tiennent le restaurant la Trompe d’Argent et sont les parents de la petite Echo depuis la fin de la première saison. Doux et gentils, ils ont aussi une très bonne mémoire, comme la plupart de leur congénères. 
Moumoute Mulot et Melba Museau : Deux rongeurs (probablement des souris) présentateurs de la chaîne de télé d’Animalia. Moumoute est assez bête et maladroit, tandis que Melba est sérieuse et professionnelle.
Raymond : Un rhinocéros noir. Rédacteur en chef et directeur de la production des informations télévisées d’Animalia. Il est amoureux de Rhina, mais sa maladresse l’empêche de lui avouer ses sentiments jusqu’au concours de chant Pépite de Star, durant lequel il dévoilera tout publiquement. Il la demandera en mariage lors de l'épisode "C'est pour demain". Il a parfois tendance à paniquer facilement.
La Crapule (de son vrai nom Blaise) : une belette à longue queue maléfique. Autrefois ami de Léonard, il fut banni d’Animalia à cause de sa soif de pouvoir et de ses mauvaises actions. Piégé dans les portails, il sera libéré par Alex qui ne connaissait rien à sa nature maléfique. Après sa libération, il cherchera à prendre le contrôle du Cœur par divers moyens, plus malhonnêtes les uns que les autres. Tout comme Alex, il peut voir les portails. Il est le véritable méchant de la série, Tigrannicus étant plus bête que réellement mauvais.
Philémon et Philibert : deux phacochères. Sales, bêtes et grossiers, ils servent souvent d’hommes de main à Tigrannicus, mais sont plutôt à classer dans le camp des gentils.
Aimé Delagomme (Peter Applebottom en vo) : Un gorille vert. Il fut un scientifique maléfique, orgueilleux, égoïste et assoiffé de pouvoir il y a longtemps. G’Bubu prendra accidentellement sa personnalité le temps d’un épisode.
Stanley: Un bibliothécaire du monde des humains. Il connaît l'existence d'Animalia (même s'il avoue ne jamais s'y être rendu) et est un ami de Léonard, à qui il ressemble beaucoup. C'est dans sa bibliothèque qu'Alex et Zoé trouvent des portails vers Animalia.

## Liste des épisodes

### Première saison
1. La découverte (Hello, We Must Be Going en vo)
2. Le vent de non-retour (Goodbye, We Must Be Staying en vo)
3. Le brouillard du temps (The Mist of Time en vo)
4. Trouver la rime (Catcher in the Rhyme en vo)
5. Une mémoire d’éléphant (Forget Me Not en vo)
6. Bouche à oreille (Long Story Short en vo)
7. La disparition des écrits (Righting the Writing en vo)
8. Des papillons en hiver (Butterfly Winter en vo)
9. Le pouvoir des mots (Speechless in Animalia en vo)
10. Don Iguana (Don Iguana en vo)
11. Le territoire magique (Over & Beyond en vo)
12. Être ou ne pas être Aimé Delagomme (Being Peter Applebottom en vo)
13. Pépite de star (Animalia's Talent -O-Topia en vo)
14. Lavage de cerveau (Brain Drain en vo)
15. Sauvons notre marais (Save Our Swamp en vo)
16. Le bout du tunnel (Tunnel Vision en vo)
17. Caméléon (Iggy's Quest en vo)
18. Trouver le bon mot (What's the Good Word? en vo)

### Deuxième saison
1. Le tour d’Alex (Alex's Secret Code en vo)
2. Sifflements dans la nuit (Whistling in the Dark en vo)
3. Le comité du cœur (The Call to Action en vo)
4. Le monde selon Iggy (The World According to Iggy en vo)
5. Rien que la vérité (Nothing But the Truth en vo)
6. Le tisseur de rêve (The Dream Weavers en vo)
7. La plante de la tristesse (Getting Over the Glums en vo)
8. Prisonniers des tunnels (Tunnel King en vo)
9. Le langage de la nature (The Day Zoe Listened en vo)
10. L’île au trésor d’Alex (Alex's Treasure Island en vo)
11. La déclaration des droits (Taking a Guilt Trip en vo)
12. Comment se faire pardonner ? (The Animal Within en vo)
13. La mystérieuse disparition de Melba (The Mystery of the Missing Melba en vo)
14. Raconte-moi une histoire (Scary Story Go Round en vo)
15. Le cœur en danger (The Ballad of the Creeper en vo)
16. Le grand livre des mots (From A to Z en vo)
17. Le secret de Drago (The Dragon and the Night en vo)
18. C’est pour demain (Tomorrow en vo)
19. Les gardiens du cœur (Guardians of the Core en vo)
20. Le grand départ (Paradise Found en vo)
21. Le retour (Back to the Present en vo)
22. Vivre en harmonie (What the World Needs Now en vo)